# 棘指豆蟹
棘指豆蟹（学名：Pinnotheres spinidactylus）为豆蟹科豆蟹属的动物。分布于新加坡、澳大利亚东岸以及中国大陆的海南岛等地，生活环境为海水，常与厚壳蛤贝共栖。